# Bastion Sint-Marie
Bastion Sint-Marie is een voormalig bastion in 's-Hertogenbosch. Het was een onderdeel van de vestingwerken. Het bastion is ook bekend onder de naam Bastion met de boompjes, vanwege de bomen die bij het bastion groeiden. Achter het bastion lag de Sint-Janspoort, waarachter weer de Berewoutkazerne stond. De Berewoutkazerne werd echter pas in 1744 gebouwd.
Op adviezen van een aantal ingenieurs heeft de stad tijdens het Twaalfjarig Bestand de vestingwerken uitgebreid met een negental bastions. Bastion Sint-Marie was daar een van. Het bastion zag er anders uit dan de andere bastions. Dat heeft te maken met de plaats waar het is gebouwd. Het is evenwijdig aan de muur gebouwd, waardoor het bestond uit twee flanken en een face. Na de Vestingwet zijn de vestingwerken van 's-Hertogenbosch afgebroken. Pas bij de kanalisatie van de Dommel is Bastion Sint-Marie verloren gegaan.
De gemeente 's-Hertogenbosch is bezig met het herstellen van de vestingwerken. Bastion Sint-Marie zal net als Bastion Deuteren niet worden hersteld, omdat de doorstroming van de Dommel gegarandeerd moet blijven.